# 정두겸
정두겸(본명: 정동규, 본명 한자: 鄭暋寯, 1962년 1월 9일 ~ )은 대한민국의 배우이다.

## 생애
1985년 연극 배우 첫 데뷔하였다.

## 출연작

### TV 드라마
- 2002년 SBS 대하드라마 《야인시대》 - 작두 이전 서대문 오야붕 역
- 2006년 SBS 대하사극 《연개소문》 - 김서현의 집사 역
- 2007년 KBS1 전원드라마 《산 너머 남촌에는》 - 대풍 부 역
- 2007년 KBS 대하드라마 《대조영》 - 방계 역
- 2008년 KBS2 미니시리즈 《그들이 사는 세상》
- 2009년 KBS2 주말대하사극《천추태후》 - 이몽전 역
- 2009년 MBC 대하드라마 《선덕여왕》
- 2010년 MBC 주말드라마 《신이라 불리운 사나이》 - 3회 신부 역
- 2010년 SBS 대하드라마 《자이언트》 - 형사 1 역
- 2010년 SBS 드라마스페셜 《나쁜 남자》 - 재판장 역
- 2010년 ~ 2011년 SBS 월화드라마 《아테나: 전쟁의 여신》 - 두산중공업 핵 물리학자 역 (13회 출연)
- 2011년 SBS 주말특별기획 《신기생뎐》 - 의사 역
- 2011년 MBC 주말드라마 《내 마음이 들리니》 - 지검장 역
- 2011년 KBS2 일일아침드라마 《두근두근 달콤》
- 2011년 SBS 드라마 스페셜 《시티헌터》 - 천재만과 연을 끊으려는 남자 역
- 2011년 SBS 월화드라마 《내게 거짓말을 해봐》 - 호텔 이사 역
- 2011년 KBS1 대하드라마 《광개토태왕》 - 대요승 역
- 2011년 MBC 미니시리즈 《넌 내게 반했어》 - 교양과목 교수 역
- 2011년 SBS 주말특별기획 《여인의 향기》 - 변호사 역
- 2011년~2012년 KBS2 주말드라마 《오작교 형제들》 - 주례사 역
- 2011년 ~ 2012년 OCN 《특수사건 전담반 TEN》 - 정신병원 원장 역
- 2012년 SBS 《부탁해요 캡틴》 - 미래항공 임원 역
- 2012년 MBC 수목 미니시리즈 《해를 품은 달》 - 어의 역
- 2012년 TV조선 월화드라마 《한반도》 - 김원호 역
- 2012년 MBC 특별기획드라마 《무신》 - 최온 역
- 2012년 JTBC 월화드라마 《신드롬》 - 순환기내과 과장 역
- 2012년 KBS2 주말연속극 《넝쿨째 굴러온 당신》 - 남자 4호 역
- 2012년 KBS2 수목드라마 《적도의 남자》 - 부장검사 역
- 2012년 tvN 수목드라마 《로맨스가 필요해 2012》 - 판사 역
- 2012년 SBS 월화드라마 《신의》 - 이자춘 역
- 2012년 tvN 화요드라마 《응답하라 1997》 - 드라마 "이웃집 남자"의 남주 역
- 2012년 tvN 《제3병원》 - 병원 투자자 역
- 2012년 MBC 특별기획드라마 《마의》 - 의금부 심문관 역
- 2012년~2013년 SBS 주말특별기획 드라마 《청담동 앨리스》 - 로열그룹 임원 역
- 2013년 MBC 주말특별기획 《백년의 유산》 - 산부인과 의사 역
- 2013년 MBC 일일대하사극 《구암 허준》 - 40회 출연
- 2013년 SBS 드라마 스페셜 《너의 목소리가 들려》
- 2013년 JTBC 대하드라마 《궁중잔혹사 꽃들의 전쟁》
- 2013년 tvN 월화드라마 《후아유》 - 지검장 역
- 2013년 JTBC 월화드라마 《그녀의 신화》 - 강 사장 역
- 2013년 SBS 일일연속극 《잘 키운 딸 하나》 - 김 비서 역
- 2013년~2014년 SBS 드라마스페셜 《별에서 온 그대》 - 명인대학교 박물관 관장 역
- 2014년 MBC 미니시리즈 《앙큼한 돌싱녀》 - 회사 이사 역
- 2014년 SBS 주말 특별기획 《엔젤 아이즈》 - 목사 역
- 2014년 tvN 금토드라마 《갑동이》 - 경찰 관계자 역
- 2014년 SBS 드라마스페셜 《너희들은 포위됐다》 - 27년 전 경찰청장 역
- 2014년 KBS2 미니시리즈 《태양은 가득히》
- 2014년 KBS2 미니시리즈 《빅맨》 - 재판관 역
- 2014년 KBS2 수목드라마 《골든크로스》 - 청문회 사회자 역
- 2014년 KBS2 수목드라마 《조선 총잡이》
- 2014년 MBC 미니시리즈 《개과천선》
- 2014년~2015년 KBS2 주말연속극 《가족끼리 왜 이래》 - GK그룹 이사 역
- 2014년 tvN 일요드라마 《삼총사》
- 2014년 MBC 주말연속극 《전설의 마녀》 - 교도소 가석방 심사위원장 역
- 2014년 TV조선 주말드라마 《최고의 결혼》
- 2014년 MBC 주말연속극 《장미빛 연인들》 - 연화 주치의 역
- 2014년~2015년 OCN 일요드라마 《닥터 프로스트》 - 판사 역
- 2015년 SBS 주말 특별기획 《내마음 반짝반짝》
- 2015년 KBS2 일일연속극 《달콤한 비밀》
- 2015년 tvN 금토드라마 《슈퍼대디 열》
- 2015년 JTBC 금토드라마 《순정에 반하다》
- 2015년 KBS1 토크드라마 《그대가 꽃》 - 석해균 역
- 2015년 KBS1 대하드라마 《징비록》 - 임세록 역
- 2015년 KBS2 수목드라마 《착하지 않은 여자들》
- 2015년 SBS 일일연속극 《달려라 장미》 - 제 2대 주주 역
- 2015년 JTBC 금토드라마 《라스트》
- 2015년 KBS2 단막극 《KBS 드라마 스페셜 - 가만히 있으랴》 - 목소리 출연
- 2015년 KBS2 단막극 《KBS 드라마 스페셜 - 붉은 달》
- 2015년 KBS2 단막극 《KBS 드라마 스페셜 - 라이브 쇼크》 - 정부관계자 역
- 2015년 SBS 드라마스페셜 《용팔이》 - 최철민 대표 역
- 2015년 tvN 금토드라마 《두번째 스무살》
- 2015년 MBC 수목드라마 《밤을 걷는 선비》
- 2015년 MBC 주말연속극 《엄마》
- 2015년 MBC 주말특별기획 《내 딸, 금사월》 - 비서실장 역
- 2015년 KBS2 수목드라마 《어셈블리》
- 2015년 MBC EVERY1 목요드라마 《연금술사》
- 2015년 드라마 H & TRENDY 목금드라마 《유일랍미》
- 2015년 SBS 일일연속극 《돌아온 황금복》 - 대주주 역
- 2015년 KBS2 수목드라마 《장사의 신 - 객주 2015》 - 풍등령 화적단 두령 역
- 2015년 SBS 주말특별기획 《애인 있어요》
- 2015년 SBS 창사 25주년 특별기획 《육룡이 나르샤》 - 수이르잔 역
- 2016년 KBS2 일일연속극 《다 잘될 거야》
- 2016년 MBC 수목드라마 《한 번 더 해피엔딩》
- 2016년 KBS2 주말연속극 《아이가 다섯》 - 판사 역
- 2016년 KBS2 수목드라마 《태양의 후예》
- 2016년 JTBC 금토드라마 《마담 앙트완》
- 2016년 tvN 월화드라마 《피리부는 사나이》 - 이준경 국장 역
- 2016년 MBC 월화드라마 《화려한 유혹》
- 2016년 MBC 수목드라마 《굿바이 미스터 블랙》
- 2016년 SBS 월화드라마 《대박》
- 2016년 KBS2 월화드라마 《동네변호사 조들호》 - 백종진 의원 역
- 2016년 MBC 주말특별기획 《옥중화》 - 이명우 역
- 2016년 OCN 금토드라마 《38사기동대》 - 진선환 경찰서장 역
- 2016년 SBS 드라마 스페셜 《원티드》
- 2016년 SBS 월화드라마 《닥터스》 - 나민수 의원 역
- 2016년 KBS2 월화드라마 《구르미 그린 달빛》
- 2016년 MBC 수목드라마 《쇼핑왕 루이》 - 의사 역
- 2016년 JTBC 금토드라마 《판타스틱》
- 2016년 SBS 일일연속극 《당신은 선물》
- 2016년 MBC 주말드라마 《불어라 미풍아》
- 2016년 MBC 주말특별기획 《아버님 제가 모실게요》
- 2017년 tvN 월화드라마 《내성적인 보스》
- 2017년 MBC 수목미니시리즈 《미씽나인》 - 의사 역
- 2017년 SBS 월화드라마 《피고인》 - 정한섭 차장검사 역
- 2017년 MBC 단막극 《세가지색 판타지 - 생동성 연애》
- 2017년 JTBC 금토드라마 《맨투맨》
- 2017년 KBS2 일일연속극 《이름 없는 여자》 - 김 이사 역
- 2017년 OCN 주말드라마 《듀얼》 - 우병천 부장검사 역
- 2017년 MBC 주말특별기획 《도둑놈, 도둑님》 - 박상호 의원 역
- 2017년 MBC 주말드라마 《당신은 너무합니다》 - 홍윤희의 아버지 역
- 2017년 tvN 토일드라마 《비밀의 숲》
- 2017년 JTBC 금토드라마 《품위있는 그녀》
- 2017년 KBS2 주말연속극 《아버지가 이상해》 - 재판장 역
- 2017년 SBS 드라마 스페셜 《다시 만난 세계》
- 2017년 tvN 토일드라마 《명불허전》 - 국회의원 정인구 역
- 2017년 KBS2 일일연속극 《내 남자의 비밀》 - 정신병원 원장 역
- 2017년 SBS 주말드라마 《언니는 살아있다》 - 서득원 역
- 2017년 MBC 월화드라마 《투깝스》 - 차장 역
- 2017년 SBS 드라마스페셜 《이판사판》 - 대법원 위원장 역
- 2017년 tvN 토일드라마 《세상에서 가장 아름다운 이별》 - 정철의 친구 역
- 2017년 TV조선 시트콤 《너의 등짝에 스매싱》 - 장도연의 아버지 역
- 2018년 KBS2 TV소설 《꽃 피어라 달순아!》 - 이준필 역
- 2018년 SBS 아침연속극 《해피시스터즈》 - 박봉식 역
- 2018년 tvN 토일드라마 《라이브》 - 국회의원 역
- 2018년 KBS1 일일연속극 《미워도 사랑해》
- 2018년 MBC 주말특별기획 《데릴남편 오작두》
- 2018년 tvN 월화드라마 《시를 잊은 그대에게》 - 병원장 역
- 2018년 KBS2 수목드라마 《슈츠》 - 판사 역
- 2018년 MBC 주말드라마 《부잣집 아들》
- 2018년 MBC 일일연속극 《비밀과 거짓말》 - 서 상무 역
- 2018년 JTBC 월화드라마 《라이프》 - 전형욱 실장 역
- 2018년 tvN 토일드라마 《나인룸》
- 2018년 OCN 수목드라마 《손 the guest》
- 2018년 SBS 드라마스페셜 《흉부외과 - 심장을 훔친 의사들》 - 국회의원 한민식 역
- 2018년 KBS2 아침드라마 《차달래 부인의 사랑》 - 정수석 역
- 2019년 JTBC 금토드라마 《리갈 하이》 - 부장판사 역
- 2019년 MBC 월화드라마 《검법남녀 2》
- 2019년 KBS2 일일드라마 《태양의 계절》
- 2020년 MBC 수목미니시리즈 《내가 가장 예뻤을 때》 - 의사 역
- 2020년 tvN 수목드라마 《머니게임》 - 김진근 역
- 2021년 KBS2 월화드라마 《암행어사: 조선비밀수사단》 - 김 대감 역
- 2021년 KBS2 주말드라마 《오케이 광자매》 - 단골손님 역
- 2021년 SBS 월화드라마 《라켓소년단》 - 김 회장 역
- 2022년 넷플릭스 웹드라마 《지금 우리 학교는》 - 당 대표 역
- 2024년 MBN 금토미니시리즈 《나쁜 기억 지우개》 - 장관 역

### 영화
- 2007년 《그를 만나다》 - 시계남 역
- 2008년 《6년째 연애중》 - 사장 역
- 2008년 《추격자》 - 시장 역
- 2008년 《서양골동양과자점 앤티크》 - 진혁부 역
- 2009년 《반두비》 - 신 대표 역
- 2009년 《이태원 살인사건》 - 대법판사 역
- 2010년 《하모니》 - 유미 양부 역
- 2010년 《살인의 강》 - (Chapter 1. 1985년) 고참 형사 역
- 2010년 《평양성》 - (고구려) 갑순 아버지 역
- 2011년 《체포왕》 - 수연 부 역
- 2011년 《모비딕》 - 장의원 역
- 2011년 《푸른소금》 - 김만길 회장 역
- 2011년 《오직 그대만》 - 정화부 역
- 2012년 《미확인 동영상 : 절대클릭금지》 - 세희부 역
- 2013년 《전설의 주먹》 - CM그룹이사 역
- 2013년 《에덴》 - 식당 주인 역
- 2013년 《동창생》 - 국정원장 역
- 2014년 《더 테너 리리코 스핀토》 - 악몽 속 심사위원 역
- 2015년 《연평해전》 - 통신부대장 역
- 2015년 《치외법권》 - 비서실장 역
- 2016년 《아수라》 - 정무부시장 역
- 2016년 《형》 - 의사 역
- 2017년 《싱글라이더》 - 지점장 역
- 2017년 《꾼》 - 윤장관 역

### 연극
- 2003년 《햄릿》 - 클로디어스 대왕 역 (주연)